# Ściborzyce Małe (przystanek kolejowy)
Ściborzyce Małe – przystanek kolejowy we wsi Ściborzyce Małe, w województwie opolskim, w Polsce. Przed 1946 rokiem funkcjonował jako stacja.